# Berner Sport Club Young Boys 2016-2017
Questa voce raccoglie le informazioni riguardanti il Berner Sport Club Young Boys nelle competizioni ufficiali della stagione 2016-2017.

## Stagione
Nella stagione 2016-2017 lo Young Boys, allenato da Adi Hütter, concluse il campionato di Super League al 2º posto. In Coppa Svizzera lo Young Boys fu eliminato ai quarti di finale dal Winterthur. In Champions League lo Young Boys fu eliminato ai playoff dal Borussia M'gladbach. In Europa League lo Young Boys fu eliminato nella fase a gironi.

## Rosa
| N. |                           | Ruolo | Calciatore        |
| -- | ------------------------- | ----- | ----------------- |
| 1  | Svizzera (bandiera)       | P     | Marco Wölfli      |
| 5  | Svizzera (bandiera)       | D     | Steve von Bergen  |
| 6  | Svizzera (bandiera)       | C     | Leonardo Bertone  |
| 7  | Serbia (bandiera)         | C     | Miralem Sulejmani |
| 8  | Rep. Ceca (bandiera)      | D     | Jan Lecjaks       |
| 9  | Svezia (bandiera)         | A     | Alexander Gerndt  |
| 10 | Francia (bandiera)        | C     | Yoric Ravet       |
| 11 | Svizzera (bandiera)       | A     | Michael Frey      |
| 14 | Serbia (bandiera)         | C     | Milan Gajić       |
| 16 | Albania (bandiera)        | A     | Taulant Seferi    |
| 17 | Costa d'Avorio (bandiera) | A     | Roger Assalé      |
| 18 | Svizzera (bandiera)       | P     | Yvon Mvogo        |
| 19 | Austria (bandiera)        | C     | Thorsten Schick   |
| 21 | Svizzera (bandiera)       | D     | Alain Rochat      |

| N. |                           | Ruolo | Calciatore          |
| -- | ------------------------- | ----- | ------------------- |
| 22 | Svizzera (bandiera)       | D     | Gregory Wüthrich    |
| 24 | Ghana (bandiera)          | D     | Kasim Nuhu          |
| 28 | Svizzera (bandiera)       | C     | Denis Zakaria       |
| 32 | Svizzera (bandiera)       | D     | Linus Obexer        |
| 35 | Costa d'Avorio (bandiera) | C     | Sekou Junior Sanogo |
| 39 | Svizzera (bandiera)       | D     | Sven Joss           |
| 40 | Svizzera (bandiera)       | P     | Dario Marzino       |
| 43 | Svizzera (bandiera)       | D     | Kevin Mbabu         |
| 50 | Svizzera (bandiera)       | D     | Elia Alessandrini   |
| 51 | Svizzera (bandiera)       | C     | Michel Aebischer    |
| 80 | Svizzera (bandiera)       | D     | Loris Benito        |
| 99 | Francia (bandiera)        | A     | Guillaume Hoarau    |
|    | Svizzera (bandiera)       | P     | Oliver Klaus        |

## Organigramma societario
Area tecnica
- Allenatore: Adi Hütter
- Allenatore in seconda: Harry Gämperle, Christian Peintinger
- Preparatore dei portieri: Stefan Knutti
- Preparatori atletici: Stephan Flückiger

## Maglie e sponsor
| Casa | Trasferta |

## Calciomercato

### Sessione estiva
| Acquisti | Acquisti        | Acquisti      | Acquisti |
| R.       | Nome            | da            | Modalità |
| -------- | --------------- | ------------- | -------- |
| D        | Kasim Nuhu      | Maiorca       |          |
| D        | Kevin Mbabu     | Newcastle Utd |          |
| D        | Sven Joss       | Thun          |          |
| P        | Oliver Klaus    | Vaduz         |          |
| D        | Nicolas Bürgy   | Wohlen        |          |
| C        | Kwadwo Duah     | Young Boys II |          |
| D        | Thomas Fekete   | Vaduz         |          |
| A        | Michael Frey    | Lucerna       |          |
| C        | Thorsten Schick | Sturm Graz    |          |

| Cessioni | Cessioni            | Cessioni        | Cessioni |
| R.       | Nome                | a               | Modalità |
| -------- | ------------------- | --------------- | -------- |
| D        | Thomas Fekete       | Aarau           |          |
| D        | Florent Hadergjonaj | Ingolstadt 04   |          |
| C        | Benjamin Kololli    | Losanna         |          |
| C        | Raphaël Nuzzolo     | Neuchâtel Xamax |          |
| A        | Philipp Zulechner   | Friburgo        |          |

### Sessione invernale
| Acquisti | Acquisti | Acquisti | Acquisti |
| R.       | Nome     | da       | Modalità |
| -------- | -------- | -------- | -------- |

| Cessioni | Cessioni      | Cessioni        | Cessioni |
| R.       | Nome          | a               | Modalità |
| -------- | ------------- | --------------- | -------- |
| D        | Scott Sutter  | Orlando City    |          |
| D        | Milan Vilotić | Grasshoppers    |          |
| C        | Kwadwo Duah   | Neuchâtel Xamax |          |
| D        | Nicolas Bürgy | Thun            |          |
| A        | Yūya Kubo     | Gent            |          |

## Risultati

### Super League

#### Prima fase, girone di andata
| Arbitro: | Jaccottet |

|  |           |                      |
|  | Marcatori | 55’ Bertone 83’ Kubo |

| Arbitro: | Schärer |

|                  |           |                                   |
| Hoarau 9’ (rig.) | Marcatori | 55’ Alioski 83’ (aut.) von Bergen |

| Arbitro: | Klossner |

|                                                  |           |               |
| Frey 7’ Lauper 53’ (aut.) Hoarau 81’, 88’ (rig.) | Marcatori | 28’ Fassnacht |

| Arbitro: | Bieri |

|                                            |           |  |
| Zuffi 55’ Bjarnason 59’ Vilotić 71’ (aut.) | Marcatori |  |

| Arbitro: | San |

|                                                                         |           |                   |
| Hoarau 2’ Ravet 29’ Schick 36’ Sutter 48’ Lecjaks 59’ Kubo 68’ Frey 90’ | Marcatori | 39’ Campo 75’ Pak |

| Arbitro: | Klossner |

|                                                         |           |          |
| Munsy 39’ Lavanchy 74’ Sigurjónsson 86’ Caio 90’ (rig.) | Marcatori | 58’ Frey |

| Arbitro: | Jaccottet |

|                    |           |               |
| Sulejmani 18’, 43’ | Marcatori | 90’ Schneuwly |

| Vaduz 21 settembre 2016, ore 19:45 CEST 8ª giornata | Vaduz     | 0 – 0 referto | Young Boys | Rheinpark (3 832 spett.)\| Arbitro: \| Fähndrich \| |
| Arbitro:                                            | Fähndrich |               |            |                                                     |

| Sion 25 settembre 2016, ore 16:00 CEST 9ª giornata | Sion          | 0 – 0 referto | Young Boys | Stade Tourbillon (9 500 spett.)\| Arbitro: \| Schörgenhofer \| |
| Arbitro:                                           | Schörgenhofer |               |            |                                                                |

#### Prima fase, girone di ritorno
| Arbitro: | Erlachner |

|                      |           |                      |
| Bertone 11’ Duah 90’ | Marcatori | 3’ Buess 90’ Bunjaku |

| Lugano 16 ottobre 2016, ore 16:00 CEST 11ª giornata | Lugano | 0 – 0 referto | Young Boys | Stadio di Cornaredo (4 176 spett.)\| Arbitro: \| Hänni \| |
| Arbitro:                                            | Hänni  |               |            |                                                           |

| Arbitro: | Amhof |

|                                               |           |  |
| Ravet 6’ (rig.) Kubo 21’ Zakaria 59’ Frey 65’ | Marcatori |  |

| Arbitro: | Schnyder |

|                                               |           |  |
| Hoarau 30’, 65’ Kubo 60’ Bertone 78’ Frey 90’ | Marcatori |  |

| Arbitro: | Erlachner |

|                        |           |                          |
| Haas 32’ Schneuwly 90’ | Marcatori | 47’ (aut.) Haas 86’ Kubo |

| Arbitro: | San |

|                                                |           |                           |
| Sulejmani 9’ Hoarau 52’, 71’ (rig.) Schick 60’ | Marcatori | 15’, 25’ Konaté 53’ Akolo |

| Arbitro: | Hänni |

|             |           |                 |
| Khalifa 87’ | Marcatori | 55’, 88’ Hoarau |

| Arbitro: | Lechner |

|                          |           |                    |
| Hoarau 6’, 51’ Mbabu 79’ | Marcatori | 65’ (rig.) Delgado |

| Arbitro: | Schnyder |

|                        |           |                                |
| Tosetti 33’ Sorgić 58’ | Marcatori | 37’ Hoarau 60’ Sanogo 74’ Frey |

#### Seconda fase, girone di andata
| Arbitro: | Jaccottet |

|                                  |           |           |
| Rochat 33’ Hoarau 40’ Schick 50’ | Marcatori | 66’ Akolo |

| Arbitro: | Schärer |

|                                                           |           |           |
| Oliveira 24’ Kryeziu 31’ Rodríguez 32’ Neumayr 71’ (rig.) | Marcatori | 12’ Ravet |

| Arbitro: | Bieri |

|                              |           |                     |
| Hoarau 11’ (rig.) Assalé 77’ | Marcatori | 59’ Ajeti 63’ Buess |

| Arbitro: | San |

|                             |           |                                   |
| Dabour 32’ Mvogo 90’ (aut.) | Marcatori | 22’, 28’ Assalé 41’ (rig.) Hoarau |

| Arbitro: | Amhof |

|                                           |           |                         |
| Sulejmani 38’ Bürki 57’ (aut.) Sanogo 80’ | Marcatori | 7’ Fassnacht 10’ Sorgić |

| Losanna 12 marzo 2017, ore 13:45 CET 24ª giornata | Losanna   | 0 – 0 referto | Young Boys | Stade Olympique de la Pontaise (4 011 spett.)\| Arbitro: \| Erlachner \| |
| Arbitro:                                          | Erlachner |               |            |                                                                          |

| Arbitro: | Schnyder |

|  |           |                          |
|  | Marcatori | 72’ Sulejmani 74’ Hoarau |

| Arbitro: | Fähndrich |

|                                      |           |                         |
| Hoarau 3’ (rig.) Frey 90’ Assalé 90’ | Marcatori | 8’ Zárate 65’ Muntwiler |

| Arbitro: | Bieri |

|                 |           |           |
| Elyounoussi 54’ | Marcatori | 18’ Ravet |

#### Seconda fase, girone di ritorno
| Arbitro: | Jaccottet |

|  |           |            |
|  | Marcatori | 82’ Dabour |

| Arbitro: | Tschudi |

|               |           |                       |
| Aebischer 86’ | Marcatori | 6’ Alioski 54’ Sadiku |

| Arbitro: | Klossner |

|  |           |                 |
|  | Marcatori | 85’, 90’ Gerndt |

| Arbitro: | Bieri |

|  |           |               |
|  | Marcatori | 42’ Sulejmani |

| Arbitro: | San |

|                                       |           |          |
| Sulejmani 1’, 29’ Assalé 35’ Frey 60’ | Marcatori | 8’ Jurić |

| Arbitro: | Klossner |

|            |           |  |
| Bühler 71’ | Marcatori |  |

| Arbitro: | Amhof |

|                      |           |            |
| Assalé 9’ Schick 52’ | Marcatori | 3’ Doumbia |

| Thun 28 maggio 2017, ore 16:00 CEST 35ª giornata | Thun      | 0 – 0 referto | Young Boys | Stockhorn Arena (7 417 spett.)\| Arbitro: \| Jaccottet \| |
| Arbitro:                                         | Jaccottet |               |            |                                                           |

| Arbitro: | Hänni |

|               |           |  |
| Ravet 1’, 35’ | Marcatori |  |

### Coppa Svizzera
| Arbitro: | Amhof |

|  |           |                                                              |
|  | Marcatori | 16’ Vilotić 41’ Kubo 57’ Ravet 66’, 77’ (rig.) Frey 85’ Duah |

| Arbitro: | Schnyder |

|              |           |                                                     |
| Mlinarić 62’ | Marcatori | 41’, 49’ Frey 56’ Duah 64’, 72’, 77’ Kubo 86’ Ravet |

| Arbitro: | Klossner |

|                                                    |           |  |
| Hoarau 17’ Kubo 21’ Ravet 46’ Mbabu 77’ Sanogo 85’ | Marcatori |  |

| Arbitro: | Pache |

|                          |                      |                                        |
| Hoarau 8’ Bertone 39’    | Marcatori            | 61’ Silvio 66’ Sutter                  |
| Hoarau Ravet Frey Sanogo | Tiri di rigore 3 – 5 | Di Gregorio Cani Schuler Sutter Silvio |

### Champions League

#### Fase di qualificazione
| Arbitro: | Gözübüyük |

|                           |           |  |
| Bernard 27’ Selezn'ov 75’ | Marcatori |  |

| Arbitro: | Buquet |

|                                      |                      |                            |
| Kubo 54’, 60’                        | Marcatori            |                            |
| Hoarau Kubo Hadergjonaj Rochat Gajić | Tiri di rigore 4 – 2 | Srna Fred Rakyc'kyj Marlos |

| Arbitro: | Rizzoli |

|               |           |                                        |
| Sulejmani 56’ | Marcatori | 11’ Raffael 67’ Hahn 69’ (aut.) Rochat |

| Arbitro: | Marriner |

|                                           |           |           |
| Hazard 9’, 64’, 84’ Raffael 33’, 40’, 77’ | Marcatori | 79’ Ravet |

### Europa League

#### Fase a gironi
| Arbitro: | Bojko |

|  |           |               |
|  | Marcatori | 42’ Cambiasso |

| Astana 29 settembre 2016, ore 17:00 CEST 2ª giornata | Astana | 0 – 0 referto | Young Boys | Astana Arena (21 328 spett.)\| Arbitro: \| Evans \| |
| Arbitro:                                             | Evans  |               |            |                                                     |

| Arbitro: | Welz |

|                             |           |            |
| Hoarau 18’, 52’, 82’ (rig.) | Marcatori | 14’ Efraim |

| Arbitro: | Delférière |

|              |           |  |
| Sōtīriou 69’ | Marcatori |  |

| Arbitro: | Zelinka |

|               |           |            |
| Fortounīs 48’ | Marcatori | 58’ Hoarau |

| Arbitro: | Pisani |

|                                |           |  |
| Frey 63’ Hoarau 66’ Schick 71’ | Marcatori |  |

## Statistiche

### Statistiche di squadra
| Competizione     | Punti | In casa | In casa | In casa | In casa | In casa | In casa | In trasferta | In trasferta | In trasferta | In trasferta | In trasferta | In trasferta | Totale | Totale | Totale | Totale | Totale | Totale | DR  |
| Competizione     | Punti | G       | V       | N       | P       | Gf      | Gs      | G            | V            | N            | P            | Gf           | Gs           | G      | V      | N      | P      | Gf     | Gs     | DR  |
| ---------------- | ----- | ------- | ------- | ------- | ------- | ------- | ------- | ------------ | ------------ | ------------ | ------------ | ------------ | ------------ | ------ | ------ | ------ | ------ | ------ | ------ | --- |
| Super League     | 69    | 18      | 13      | 2       | 3       | 52      | 24      | 18           | 7            | 7            | 4            | 20           | 20           | 36     | 20     | 9      | 7      | 72     | 44     | +28 |
| Coppa Svizzera   | -     | 2       | 1       | 1       | 0       | 7       | 2       | 2            | 2            | 0            | 0            | 13           | 1            | 4      | 3      | 1      | 0      | 20     | 3      | +17 |
| Champions League | -     | 2       | 0       | 1       | 1       | 3       | 3       | 2            | 0            | 0            | 2            | 1            | 8            | 4      | 0      | 1      | 3      | 4      | 11     | -7  |
| Europa League    | -     | 3       | 2       | 0       | 1       | 6       | 2       | 3            | 0            | 2            | 1            | 1            | 2            | 6      | 2      | 2      | 2      | 7      | 4      | +3  |
| Totale           | 69    | 25      | 16      | 4       | 5       | 68      | 31      | 25           | 9            | 9            | 7            | 35           | 31           | 50     | 25     | 13     | 12     | 103    | 62     | +41 |

### Andamento in campionato
| Giornata  | 1 | 2 | 3 | 4 | 5 | 6 | 7 | 8 | 9 | 10 | 11 | 12 | 13 | 14 | 15 | 16 | 17 | 18 | 19 | 20 | 21 | 22 | 23 | 24 | 25 | 26 | 27 | 28 | 29 | 30 | 31 | 32 | 33 | 34 | 35 | 36 |
| --------- | - | - | - | - | - | - | - | - | - | -- | -- | -- | -- | -- | -- | -- | -- | -- | -- | -- | -- | -- | -- | -- | -- | -- | -- | -- | -- | -- | -- | -- | -- | -- | -- | -- |
| Luogo     | T | C | C | T | C | T | C | T | T | C  | T  | C  | C  | T  | C  | T  | C  | T  | C  | T  | C  | T  | C  | T  | T  | C  | T  | C  | C  | T  | T  | C  | T  | C  | T  | C  |
| Risultato | V | P | V | P | V | P | V | N | N | N  | N  | V  | V  | N  | V  | V  | V  | V  | V  | P  | N  | V  | V  | N  | V  | V  | N  | P  | P  | V  | V  | V  | P  | V  | N  | V  |
| Posizione | 2 | 4 | 2 | 4 | 3 | 3 | 2 | 2 | 2 | 3  | 4  | 3  | 3  | 3  | 2  | 2  | 2  | 2  | 2  | 2  | 2  | 2  | 2  | 2  | 2  | 2  | 2  | 2  | 2  | 2  | 2  | 2  | 2  | 2  | 2  | 2  |

Legenda:

Luogo: C = Casa; T = Trasferta. Risultato: V = Vittoria; N = Pareggio; P = Sconfitta.

### Statistiche dei giocatori
| Giocatore       | Super League | Super League | Super League | Super League | Coppa Svizzera | Coppa Svizzera | Coppa Svizzera | Coppa Svizzera | Champions League | Champions League | Champions League | Champions League | Europa League | Europa League | Europa League | Europa League | Totale   | Totale | Totale      | Totale     |
| Giocatore       | Presenze     | Reti         | Ammonizioni  | Espulsioni   | Presenze       | Reti           | Ammonizioni    | Espulsioni     | Presenze         | Reti             | Ammonizioni      | Espulsioni       | Presenze      | Reti          | Ammonizioni   | Espulsioni    | Presenze | Reti   | Ammonizioni | Espulsioni |
| --------------- | ------------ | ------------ | ------------ | ------------ | -------------- | -------------- | -------------- | -------------- | ---------------- | ---------------- | ---------------- | ---------------- | ------------- | ------------- | ------------- | ------------- | -------- | ------ | ----------- | ---------- |
| M. Aebischer    | 14           | 1            | 3            | 0            | 1              | 0              | 0              | 0              | 0                | 0                | 0                | 0                | 2             | 0             | 0             | 0             | 17       | 1      | 3           | 0          |
| E. Alessandrini | 0            | 0            | 0            | 0            | 0              | 0              | 0              | 0              | 0                | 0                | 0                | 0                | 0             | 0             | 0             | 0             | 0        | 0      | 0           | 0          |
| R. Assalé       | 13           | 6            | 1            | 1            | 1              | 0              | 0              | 0              | 0                | 0                | 0                | 0                | 0             | 0             | 0             | 0             | 14       | 6      | 1           | 1          |
| L. Benito       | 7            | 0            | 2            | 0            | 0              | 0              | 0              | 0              | 0                | 0                | 0                | 0                | 2             | 0             | 0             | 0             | 9        | 0      | 2           | 0          |
| L. Bertone      | 30           | 3            | 5            | 0            | 4              | 1              | 0              | 0              | 4                | 0                | 1                | 0                | 6             | 0             | 0             | 0             | 44       | 4      | 6           | 0          |
| N. Bürgy        | 2            | 0            | 0            | 0            | 2              | 0              | 0              | 0              | 0                | 0                | 0                | 0                | 0             | 0             | 0             | 0             | 4        | 0      | 0           | 0          |
| K. Duah         | 6            | 1            | 1            | 0            | 2              | 2              | 0              | 0              | 1                | 0                | 0                | 0                | 5             | 0             | 0             | 0             | 14       | 3      | 1           | 0          |
| T. Fekete       | 0            | 0            | 0            | 0            | 0              | 0              | 0              | 0              | 0                | 0                | 0                | 0                | 0             | 0             | 0             | 0             | 0        | 0      | 0           | 0          |
| M. Frey         | 29           | 8            | 3            | 0            | 4              | 4              | 0              | 0              | 2                | 0                | 1                | 0                | 6             | 1             | 0             | 0             | 41       | 13     | 4           | 0          |
| M. Gajić        | 6            | 0            | 1            | 0            | 1              | 0              | 0              | 0              | 2                | 0                | 0                | 0                | 0             | 0             | 0             | 0             | 9        | 0      | 1           | 0          |
| A. Gerndt       | 16           | 2            | 0            | 0            | 0              | 0              | 0              | 0              | 1                | 0                | 0                | 0                | 2             | 0             | 0             | 0             | 19       | 2      | 0           | 0          |
| F. Hadergjonaj  | 2            | 0            | 1            | 0            | 0              | 0              | 0              | 0              | 2                | 0                | 0                | 0                | 0             | 0             | 0             | 0             | 4        | 0      | 1           | 0          |
| G. Hoarau       | 21           | 18           | 4            | 0            | 2              | 2              | 0              | 0              | 3                | 0                | 2                | 0                | 4             | 5             | 0             | 0             | 30       | 25     | 6           | 0          |
| S. Joss         | 10           | 0            | 0            | 0            | 1              | 0              | 0              | 0              | 0                | 0                | 0                | 0                | 0             | 0             | 0             | 0             | 11       | 0      | 0           | 0          |
| O. Klaus        | 0            | 0            | 0            | 0            | 0              | 0              | 0              | 0              | 0                | 0                | 0                | 0                | 0             | 0             | 0             | 0             | 0        | 0      | 0           | 0          |
| Y. Kubo         | 14           | 5            | 2            | 0            | 3              | 5              | 0              | 0              | 4                | 2                | 1                | 0                | 4             | 0             | 1             | 0             | 25       | 12     | 4           | 0          |
| J. Lecjaks      | 31           | 1            | 7            | 0            | 3              | 0              | 0              | 0              | 4                | 0                | 1                | 0                | 5             | 0             | 3             | 0             | 43       | 1      | 11          | 0          |
| D. Marzino      | 0            | 0            | 0            | 0            | 0              | 0              | 0              | 0              | 0                | 0                | 0                | 0                | 0             | 0             | 0             | 0             | 0        | 0      | 0           | 0          |
| K. Mbabu        | 21           | 1            | 9            | 0            | 2              | 1              | 1              | 0              | 0                | 0                | 0                | 0                | 1             | 0             | 0             | 1             | 24       | 2      | 10          | 1          |
| Y. Mvogo        | 35           | 0            | 0            | 0            | 2              | 0              | 0              | 0              | 4                | 0                | 0                | 0                | 6             | 0             | 0             | 0             | 47       | 0      | 0           | 0          |
| K. Nuhu         | 18           | 0            | 5            | 1            | 2              | 0              | 0              | 0              | 0                | 0                | 0                | 0                | 4             | 0             | 3             | 0             | 24       | 0      | 8           | 1          |
| L. Obexer       | 5            | 0            | 0            | 0            | 2              | 0              | 0              | 0              | 1                | 0                | 0                | 0                | 1             | 0             | 0             | 0             | 9        | 0      | 0           | 0          |
| Y. Ravet        | 32           | 6            | 5            | 0            | 4              | 3              | 0              | 0              | 4                | 1                | 0                | 0                | 4             | 0             | 0             | 0             | 44       | 10     | 5           | 0          |
| A. Rochat       | 24           | 1            | 3            | 0            | 0              | 0              | 0              | 0              | 4                | 0                | 2                | 0                | 1             | 0             | 0             | 0             | 29       | 1      | 5           | 0          |
| S. Sanogo       | 21           | 2            | 7            | 0            | 2              | 1              | 0              | 0              | 2                | 0                | 1                | 0                | 4             | 0             | 2             | 0             | 29       | 3      | 10          | 0          |
| T. Schick       | 30           | 4            | 4            | 0            | 3              | 0              | 0              | 0              | 2                | 0                | 0                | 0                | 6             | 1             | 0             | 0             | 41       | 5      | 4           | 0          |
| T. Seferi       | 7            | 0            | 0            | 0            | 0              | 0              | 0              | 0              | 0                | 0                | 0                | 0                | 0             | 0             | 0             | 0             | 7        | 0      | 0           | 0          |
| M. Sulejmani    | 27           | 8            | 1            | 0            | 1              | 0              | 0              | 0              | 4                | 1                | 0                | 0                | 3             | 0             | 0             | 0             | 35       | 9      | 1           | 0          |
| S. Sutter       | 19           | 1            | 2            | 0            | 3              | 0              | 0              | 0              | 4                | 0                | 1                | 0                | 6             | 0             | 1             | 0             | 32       | 1      | 4           | 0          |
| M. Vilotić      | 3            | 0            | 0            | 0            | 1              | 1              | 0              | 0              | 2                | 0                | 0                | 1                | 0             | 0             | 0             | 0             | 6        | 1      | 0           | 1          |
| M. Wölfli       | 1            | 0            | 0            | 0            | 2              | 0              | 0              | 0              | 0                | 0                | 0                | 0                | 0             | 0             | 0             | 0             | 3        | 0      | 0           | 0          |
| G. Wüthrich     | 3            | 0            | 2            | 0            | 1              | 0              | 0              | 0              | 2                | 0                | 0                | 0                | 0             | 0             | 0             | 0             | 6        | 0      | 2           | 0          |
| D. Zakaria      | 23           | 1            | 6            | 0            | 4              | 0              | 0              | 0              | 2                | 0                | 1                | 0                | 5             | 0             | 2             | 0             | 34       | 1      | 9           | 0          |
| S. von Bergen   | 28           | 0            | 8            | 0            | 3              | 0              | 0              | 0              | 2                | 0                | 0                | 0                | 6             | 0             | 2             | 0             | 39       | 0      | 10          | 0          |